# Let's Talk About It
Let's Talk About It: The Teen's Guide to Sex, Relationships, and Being a Human («Hablemos de ello: la guía para adolescentes sobre el sexo, las relaciones y el ser humano») es una novela gráfica de no ficción de 2021 escrita e ilustrada por Erika Moen y Matthew Nolan. El libro es una guía ilustrada de educación sexual orientada a adolescentes.
Let's Talk About It ha recibido críticas en su mayoría positivas y ha sido elogiado por su inclusión y amplitud. Ha sido objeto de muchos intentos de prohibir la obra en bibliotecas y escuelas públicas. Fue incluido en el 'Top 10 de libros más cuestionados de 2023' de la Asociación de Bibliotecas de Estados Unidos.

## Antecedentes

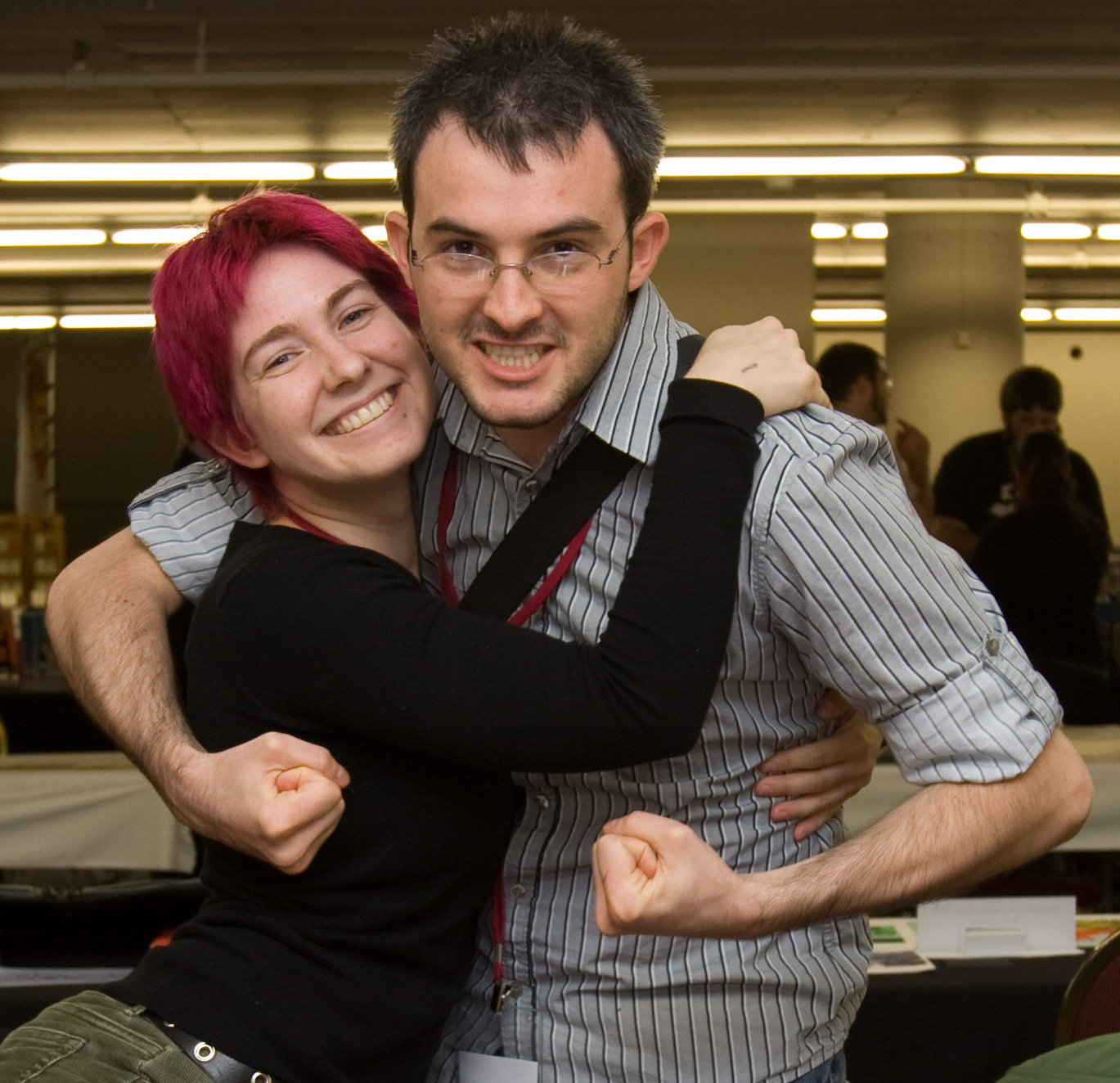
Erika Moen y Matthew Nolan en Stumptown Comics Fest 2007.

Los autores Erika Moen y Matthew Nolan son un matrimonio de creadores de cómics. Han producido el webcómic de educación sexual Oh Joy Sex Toy desde 2013. Let's Talk About It fue publicado por Random House Graphic el 9 de marzo de 2021. Maria Frantz proporcionó asistencia en el diseño de la novela gráfica.

## Contenido
Como guía de educación sexual, Let's Talk About It presenta y proporciona una descripción general del sexo y las relaciones para adolescentes y adultos jóvenes. Los temas de la novela gráfica se presentan en secciones a través de una serie de conversaciones entre personajes adolescentes. Cada sección tiene una lección que comienza con un problema que enfrentan los personajes, que conduce a una sección explicativa sobre el tema y, finalmente, regresa a una resolución de los personajes con la que comenzó la sección. En los diálogos, los personajes abordan temas de fisicalidad e identidad.
Let's Talk About It define y describe conceptos relacionados con el género, la sexualidad, la imagen corporal y la anatomía. La novela gráfica contiene información detallada sobre sexo, masturbación, orgasmos, control de la natalidad y prevención de ITS. También incluye secciones sobre sexteo, kinks, fantasías y pornografía. El libro tiene ilustraciones gráficas, incluidas aquellas de humanos desnudos y posturas sexuales. La novela gráfica incluye una descripción general de varios tipos de relaciones, incluida la monogamia, el poliamor, las relaciones abiertas y el amor de compañía. Let's Talk About It también aborda los celos, el rechazo y el abuso en las relaciones. Destaca la importancia del consentimiento entre parejas en las actividades sexuales, al tiempo que enfatiza la apertura de mente y fomenta la experimentación. Las ilustraciones del libro son inclusivas y diversas, con personajes que representan diversas formas corporales, etnias, identidades de género y habilidades.
La conclusión de Let's Talk About It tiene una carta de los autores, que describen cómo «se propusieron producir el libro al que desearían tener acceso cuando eran adolescentes».

## Recepción
Let's Talk About It ha recibido críticas en su mayoría positivas, obteniendo elogios por su amplitud e inclusión. Una revisión en Kirkus Reviews encontró que la novela gráfica tiene un tono sexualmente positivo y honesto, a la vez que es «colorido, visualmente atractivo y fácil de leer». Una reseña de Publisher's Weekly encontró que el libro era «refrescantemente inclusivo» y dijo que ofrece «información completa y sensata sobre el sexo y la sexualidad». Avery Kaplan escribe en una reseña que el libro ofrece «información práctica e importante sobre el sexo que a menudo se oculta a los adolescentes, ya sea por juicios morales arcaicos o por ignorancia autorizada». Una revisión en el School Library Journal concluyó que «Se debe tener en cuenta una pizca de blasfemia (incluida alguna que otra palabra F), ya que puede afectar la capacidad de una biblioteca escolar para archivarla».

## Prohibiciones del libro
Desde su publicación en 2021, Let's Talk About It ha sido objeto de muchos intentos de prohibir la obra en bibliotecas y escuelas públicas. Grupos activistas han impugnado el libro por ser lo que describen como contenido pornográfico u obsceno. Una impugnación es una solicitud para que se retire un libro de una biblioteca y precede a la prohibición o retirada del libro de los estantes de la biblioteca. El libro también ha sido impugnado por su contenido LGBTQIA+. La Asociación de Bibliotecas de Estados Unidos incluyó Let's Talk About It en su lista de los 'Diez libros más impugnaos de 2023'. Según la asociación, la inclusión del libro en las bibliotecas fue impugnada 55 veces en 2023.
La organización política conservadora Moms for Liberty hizo campaña contra la inclusión de Let's Talk About It en las bibliotecas de las escuelas públicas del condado de Broward, Florida, en 2023. Algunas impugnaciones han resultado en la reubicación del libro en la sección para adultos de las bibliotecas. Los activistas han pedido que se retiren los fondos a las bibliotecas que venden el libro.